# Ton Hoogendoorn
Ton Hoogendoorn (Kamerik, 4 maart 1927 - Den Haag, 5 september 1983) was een Nederlands beeldend kunstenaar en illustrator van kinderboeken. Hij tekende onder andere voor de Haagsche Courant.
Hij studeerde aan de Vrije Academie van Beeldende Kunsten Psychopolis en de Koninklijke Academie van Beeldende Kunsten in Den Haag. Zijn leraren waren Kees Andrea, Herman Berserik, Wim C. Beuning, Livinus van de Bundt, Paul Citroen en Rein Draijer. Vanaf 1960 gaf hij onderwijs in de grafiek. In 1970 ontving hij de Nederlandse Kinderkijkboekenprijs.
Hij was vanaf 1966 lid van Pulchri Studio. Ook was hij lid van de Posthoorngroep, de Haagse Kunstkring en vanaf 1973 bij Grafische Vormgevers Nederland (G.V.N.). Van 1959 tot 1977 was hij lid van de Nederlandse Cartoonistenkring.

## Door Hoogendoorn geïllustreerde boeken
- Stoep af, stoep op (1970)
- Piolo, een gelikte beer (1974)
- 100 oude rijmpjes (1974)
- Dikke Ikke en de rest: Spinverhalen uit de West (1980)
- Hoe vraag je een raket? (1983)
- Fabels voor kinderen (uitgegeven in 1985)

- Biografisch Portaal: 44820629
- Digitale Bibliotheek voor de Nederlandse Letteren: hoog126
- Gemeinsame Normdatei: 1016951922
- International Standard Name Identifier: 0000 0000 2489 5356
- Library of Congress Control Number: n80112854
- Nederlandse Thesaurus van Auteursnamen: 069493715
- RKD-Nederlands Instituut voor Kunstgeschiedenis: 39525
- Système universitaire de documentation: 160777003
- Union List of Artist Names: 500668544
- Virtual International Authority File: 40679094
- WorldCat: E39PBJv8Jg9WK8f6qt8FYT67pP